# Podarcis gaigeae
Podarcis gaigeae är en ödleart som beskrevs av  Werner 1930. Podarcis gaigeae ingår i släktet Podarcis och familjen lacertider. Populationen infogades ursprungligen som underart i taurisk murödla. Artepitet i det vetenskapliga namnet hedrar den amerikanska herpetologen Helen Beulah Thompson Gaige.
Podarcis gaigeae är en smal ödla. Hannar har oftast en lysande grön region på främre ryggen. Längre bak har båda kön en mörk längsgående strimma på ryggen.  Arten har ett smalt halsband med taggiga fjäll. Vid bakre kroppen förekommer ibland en liten köl på varje fjäll.
Arten förekommer på den grekiska ön Skyros och på några mindre öar i Egeiska havet. Den vistas i låglandet. Önland hittas främst i buskskogar. Honor lägger ägg. På små öar blir några populationer påfallande stora vad som är ett motsatt fenomen till dvärgväxt på öar.
På grund av den begränsade utbredning kan beståndet påverkas ifall fiender introduceras. Bränder kan skada många exemplar. Utbredningsområdet är maximal 20 km² stort. IUCN kategoriserar arten globalt som sårbar.

## Underarter
Arten delas in i följande underarter:
- P. g. gaigeae
- P. g. weigandi